# Kronecker-delta
A Kronecker-delta (másként Kronecker-szimbólum vagy diszkrét Dirac-delta) matematikai kétváltozós, általában egész számok függvénye, s amelynek értéke 1, ha a két szám egyenlő, minden más esetben 0. Így például {\displaystyle \delta _{12}=0}, de {\displaystyle \delta _{33}=1}. Jelölése δij, és inkább jelölési rövidítésnek, mint függvénynek tekintik. A függvényt Leopold Kronecker (1823–1891) német matematikusról nevezték el.
{\displaystyle \delta _{ij}=\left\{{\begin{matrix}1,&{\mbox{ha }}i=j\\0,&{\mbox{ha }}i\neq j\end{matrix}}\right.}

## Más jelölések
Az Iverson-féle zárójeles jelölés használatával:
{\displaystyle \delta _{ij}=[i=j]\,}
Gyakran a {\displaystyle \delta _{i}} jelölést használják:
{\displaystyle \delta _{i}=\left\{{\begin{matrix}1,&{\mbox{ha }}i=0\\0,&{\mbox{ha }}i\neq 0\end{matrix}}\right.}
A lineáris algebrában tenzornak tekintik és így írják:
{\displaystyle \delta _{j}^{i}}.

## Digitális jelfeldolgozás
Ugyanez a gondolat a digitális jelfeldolgozásban is megjelenik, és egy egész számokon értelmezett függvényként reprezentálják:
{\displaystyle \delta (n)={\begin{cases}1,&n=0\\0,&n\neq 0\end{cases}}}
Ezt a függvényt impulzusfüggvénynek vagy egységimpulzusnak nevezik. Ha a jelfeldolgozás egy elemét éri, akkor az outputot az adott elem impulzusválaszának hívják.

## Tulajdonságok
- {\displaystyle j\in \mathbb {Z} }:

{\displaystyle \sum _{i=-\infty }^{\infty }\delta _{ij}a_{i}=a_{j}.}
- Ha az egészeket mértéktérnek tekintjük, és ellátjuk a számlálómértékkel, ekkor ez a tulajdonság megegyezik a Dirac-deltát definiáló tulajdonsággal:

{\displaystyle \int _{-\infty }^{\infty }\delta (x-y)f(x)dx=f(y),}
A Dirac-deltát a Kronecker-delta analógiájára nevezték el. A jelfeldolgozásban aszerint tesznek köztük különbséget, hogy az idő folytonos-e, vagy diszkrét. Megállapodás szerint {\displaystyle \delta (t)\,} folytonos időt jelöl (Dirac), és az olyan argumentumok, mint i, j, k, l, m, és n a diszkrét idő számára vannak fenntartva (Kronecker). Egy másik elterjedt gyakorlat szerint a diszkrét sorozatokat szögletes zárójellel jelölik, így:  {\displaystyle \delta [n]\,}.
A Kronecker-delta a matematika több területén is felbukkan.

## Lineáris algebra
A lineáris algebrában az identitásmátrix felírható {\displaystyle \delta _{ij}\,} alakjában.
Ha a Kronecker-deltát tenzornak tekintjük, akkor így írható fel:
{\displaystyle \delta _{j}^{i}}
ahol i kovariáns, és j kontravariáns index.
Ez az (1,1) tenzor reprezentálja:
- az identitást, mint lineáris leképezést
- a nyomot
- a {\displaystyle V^{*}\otimes V\to K} skaláris szorzatot
- a {\displaystyle K\to V^{*}\otimes V} leképezést, ami a skaláris szorzatot a külső szorzatok összegeként reprezentálja.

## A Kronecker-delta kiterjesztései
Több dimenzióban hasonlóan definiálhatunk egy többváltozós függvényt:
{\displaystyle \delta _{i_{1}i_{2}\dots i_{n}}^{j_{1}j_{2}\dots j_{n}}=\prod _{k=1}^{n}\delta _{i_{k}j_{k}}.}
Ez a függvény akkor és csak akkor veszi fel az 1 értéket, ha a felső indexek megegyeznek az alsókkal, különben nulla.

## Reprezentáció integrálokkal
A komplex függvénytanból ismert reziduumok felhasználásával a Kronecker-delta minden {\displaystyle n}-re reprezentálható ezzel az integrállal:
{\displaystyle \delta _{x,n}={\frac {1}{2\pi i}}\oint z^{x-n-1}dz,}
ahol az integrálási út pozitív forgásirányban (az óramutató járásával ellentétes irányban) megkerüli a nullát.
Ez egy elforgatással a következő formában is írható:
{\displaystyle \delta _{x,n}={\frac {1}{2\pi }}\int _{0}^{2\pi }e^{i(x-n)\phi }d\phi ,}

## Egyéb reprezentációi
A Kronecker-delta felírható két diszkrét Heaviside-függvény különbségeként az alábbi módon:
{\displaystyle \delta (n)=\epsilon (n)-\epsilon (n-1)}